# Joel Shankle
Joel Warren Shankle (Fines Creek, 2 marzo 1933 – Culpeper, 8 aprile 2015) è stato un ostacolista statunitense.

## Palmarès
| Anno | Manifestazione  | Sede      | Evento   | Risultato | Prestazione | Note |
| ---- | --------------- | --------- | -------- | --------- | ----------- | ---- |
| 1956 | Giochi olimpici | Melbourne | 110 m hs | Bronzo    | 14"1        |      |